# Acetat
Acetații (din lat. acetum, "oțet") sunt săruri sau esteri ai acidului acetic. În general, ei sunt foarte solubili în apă și sunt descompuși de căldură.

## Obținere și utilizare
- Acetat de aluminiu, (CH3COO)3 Al. Sare obținută prin tratarea hidroxidului de aluminiu cu acid acetic diluat. Se folosește ca mordant în vopsitorie, ca agent de impermeabilizare în industria textilă, iar soluția sa, în concentrație de circa 10%, e folosită în farmacie sub numele de soluție Burow (comprese cu rol antiinflamator).
- Acetat de celuloză, amestec de esteri ai celulozei, obținut prin acțiunea anhidridei acetice și a acidului acetic asupra celulozei și prin hidroliza acidă a produsului. Se folosește la fabricarea de materiale plastice, filme, foi pentru ambalaje, geamuri incasabile, lacuri, fibre artificiale (mătasea acetat). Sin. acetilceluloză.
- Acetat de etil, CH3COOC2H5. Ester al acidului acetic. E un lichid incolor, volatil, cu miros plăcut. Se obține prin reacția de esterificare a acidului acetic cu alcoolul etilic. Se folosește ca dizolvant pentru lacuri.
- Acetat de plumb, (CH3COO)2Pb•3H20, sare de plumb a acidului acetic. Se prepară din litargă (oxid de plumb) și acid acetic. Este o substanță cristalină, ușor solubilă în apă. Se folosește în industria farmaceutică și ca mordant	în vopsitorie.
- Acetat de sodiu, CH3COONa•3H2O. Sare de sodiu a acidului acetic, obținută din acid acetic și carbonat de sodiu. Se prezintă sub formă de cristale incolore, ușor solubile în apă și în alcool. E folosit în analiza chimică, industria chimică, sinteza organică, vopsitorie, medicină.
- Acetat de vinil, CH3COO-CH=CH2. Ester al acidului acetic, preparat prin adiția acestuia la acetilenă. Este un lichid volatil, cu miros înțepător, cu tendință mare spre polimerizare. Servește la fabricarea poliacetatului de vinil și a unor copolimeri (~cu clorură de vinil, etilenă ș.a.). în R.P.R., a. de v. se fabrica la Uzinele chimice Rîșnov (reg. Brașov).
- Poliacetat de vinil, polimer obținut prin polimerizarea acetatului de vinil. Are punctul de înmuiere scăzut (30-40°C). Se întrebuințează pe scară largă la fabricarea lacurilor, a vopselelor, a adezivilor etc. Prin hidroliza lui se formează alcoolul polivinilic. În R.P.R. se fabrica la Uzinele chimice Rîșnov (reg. Brașov).
- Acetat de taliu, sare solubilă, foarte toxică, a taliului. În anumite doze este folosit extern, ca depilator în farmacie, asociat sau nu cu radioterapia.